# 천황산 표충사 일원
천황산 표충사 일원(天皇山 表忠寺 일원)은 대한민국 경상남도 밀양시 단장면 구천리에 있는, 신라 무열왕 원년(654년) 원효대사가 터를 잡아 세운 죽림사(竹林寺)이다. 1974년 12월 28일 경상남도의 기념물 제17호 천황산 표충사로 지정되었다가, 2018년 12월 20일 천황산 표충사 일원으로 문화재 명칭으로 변경되었다.

## 개요
표충사는 신라 무열왕 원년(654년) 원효대사가 터를 잡아 세운 죽림사(竹林寺)이다. 흥덕왕 4년(829) 셋째 왕자가 몹쓸 병을 얻어 전국의 명산과 명의를 찾던 중 이곳의 약수를 먹고 병이 낫게 되자 탑을 세우고 약수 이름을 영정약수라 불렀다고 한다. 이때부터 절 이름을 재약산영정사라 부르고 절을 크게 부흥시켰다. 신라 때는 보우국사가, 고려시대 때는 해린국사가 이곳에 머물렀다고 하며 특히 일연이 이곳에서 『삼국유사』를 탈고하였다고 한다. 조선 헌종 5년(1839) 영축산 백하암에 있던 사명대사의 사당을 이곳에 옮기면서 표충사라 하였는데, 이 사당을 절에서 관리하면서 사(祠)자가 사(寺)로 바뀌었다.
사명대사는 서산대사의 제자로 임진왜란이 일어나자 의병을 일으켜 평양 탈환의 중요한 역할을 하였다. 사신으로 임명되어 여러 차례 적진에 들어가 회담을 했고, 그 성과로 포로로 잡혀간 3003여명의 동포를 데리고 귀국하는 등 외교적 업적을 남겼다.
현재 이곳에는 중앙에 사명대사의 영정이 있고 동쪽에는 그의 스승인 서산대사, 서쪽에는 임진왜란 때 금산싸움에서 전사한 기허당의 영정을 함께 모시고 있다.
주위의 뛰어난 경관뿐 아니라 불교와 유교가 통합되어 있는 한국사찰의 유연성을 보여 주는 곳이다.

## 관련 문화재

### 대한민국 국보
- 밀양 표충사 청동 은입사 향완 - 국보 제75호

### 대한민국 보물
- 밀양 표충사 삼층석탑 - 보물 제467호

### 경상남도 유형문화재
- 밀양 표충사 석등 - 경상남도 유형문화재 제14호
- 밀양 표충사 대광전 - 경상남도 유형문화재 제131호
- 밀양 표충사 영정 및 탱화 - 경상남도 유형문화재 제268호
- 밀양 표충사 제영록 책판 - 경상남도 유형문화재 제272호
- 밀양 표충사 소장유품 - 경상남도 유형문화재 제293호
- 밀양 표충사 목조삼존여래좌상 - 경상남도 유형문화재 제457호
- 밀양 표충사 석조석가여래좌상 - 경상남도 유형문화재 제458호
- 밀양 표충사 목조지장상 및 석조시왕상 - 경상남도 유형문화재 제459호
- 밀양 표충사 목조관음보살좌상 - 경상남도 유형문화재 제460호
- 밀양 표충사 석조지장보살반가상 - 경상남도 유형문화재 제461호
- 밀양 표충사 아미타삼존도 - 경상남도 유형문화재 제466호
- 밀양 표충사 아미타구품도 - 경상남도 유형문화재 제467호
- 밀양 표충사 아미타불회도 - 경상남도 유형문화재 제468호
- 밀양 표충사 지장보살도 - 경상남도 유형문화재 제469호
- 하동 법성선원 표충사기 - 경상남도 유형문화재 제590호 (표충사의 건립내력을 기록한 책)

### 경상남도 문화재자료
- 밀양 표충사 팔상전 - 경상남도 문화재자료 제141호
- 밀양 표충사 만일루 - 경상남도 문화재자료 제142호
- 밀양 표충사 명부전 - 경상남도 문화재자료 제143호
- 밀양 표충사 석조보살좌상 - 경상남도 문화재자료 제427호
- 밀양 표충사 대원암 조왕탱 - 경상남도 문화재자료 제430호
- 밀양 표충사 대원암 칠성탱 - 경상남도 문화재자료 제431호

## 참고 자료
- 천황산 표충사 일원 - 국가유산청 국가유산포털